# Laredo (Peru)
Laredo ist eine Stadt in der Region La Libertad im Westen von Peru. Sie liegt in der Provinz Trujillo und ist Verwaltungssitz des gleichnamigen Distrikts.
Die Stadt hatte beim Zensus 2017 eine Einwohnerzahl von 23.828. 10 Jahre zuvor lag diese bei 22.165. Laredo liegt 7,7 km ostnordöstlich der Regionshauptstadt Trujillo. Die Stadt liegt auf einer Höhe von 89 m im Flusstal des Río Moche. In der Umgebung wird bewässerte Landwirtschaft betrieben.